# ...e via
... e via è il dodicesimo album in studio del gruppo musicale italiano Banco del Mutuo Soccorso (accreditati solamente come Banco), pubblicato nei primi giorni d'autunno del 1985 dalla CBS Records.
L'opera contiene un brano dal titolo Mexico City, che fu poi dedicato dal Banco alla città omonima da poco devastata da un violento sisma.

## Tracce
Lato A
1. Notte Kamikaze – 4:20 (Francesco Di Giacomo (parole), Vittorio Nocenzi (musica))
2. Ice Love – 4:33 (Francesco Di Giacomo (parole), Vittorio Nocenzi e Rodolfo Maltese (musica))
3. Black Out – 4:27 (Francesco Di Giacomo (parole), Vittorio Nocenzi e Gabriel Amato (musica))
4. (When We) Touched Our Eyes – 5:08 (Gabriel Amato (parole), Vittorio Nocenzi (musica))

Durata totale: 18:28
Lato B
1. To the Fire – 4:32 (Gabriel Amato (parole), Vittorio Nocenzi e Gabriel Amato (musica))
2. Mexico City – 4:00 (Francesco Di Giacomo (parole), Vittorio Nocenzi (musica))
3. Lies in Your Eyes – 4:23 (Gabriel Amato (parole), Vittorio Nocenzi e Gabriel Amato (musica))
4. Baby Jane – 3:21 (Francesco Di Giacomo (parole), Vittorio Nocenzi (musica))

Durata totale: 16:16
Edizione CD del 2007, pubblicato dalla Sony Records (MHCP 1319)
1. Notte Kamikaze – 4:20 (Parole: F. Di Giacomo, Musica: V. Nocenzi)
2. Ice Love – 4:33 (Parole: F. Di Giacomo, Musica: V. Nocenzi/R. Maltese)
3. Black Out – 4:27 (Parole: F. Di Giacomo, Musica: V. Nocenzi/G. Amato)
4. (When We) Touched Our Eyes – 5:08 (Parole: G. Amato, Musica: V. Nocenzi)
5. To the Fire – 4:32 (Parole: G. Amato, Musica: V. Nocenzi/G. Amato)
6. Mexico City – 4:00 (Parole: F. Di Giacomo, Musica: V. Nocenzi)
7. Lies in Your Eyes – 4:23 (Parole: G. Amato, Musica: V. Nocenzi/G. Amato)
8. Baby Jane – 3:21 (Parole: F. Di Giacomo, Musica:V. Nocenzi)
9. Grande Joe – 4:36 (Parole e Musica: F. Di Giacomo/V. Nocenzi) – Bonus Track
10. Grande Joe – 7:53 (Parole e Musica: F. Di Giacomo/V. Nocenzi) – Bonus Track - Mix Version
11. Grande Joe – 6:57 (Parole e Musica: F. Di Giacomo/V. Nocenzi) – Bonus Track - Instrumental

Durata totale: 54:10

## Formazione
Gruppo
- Francesco Di Giacomo - voce
- Vittorio Nocenzi - voce, pianoforte, tastiere
- Rodolfo Maltese - voce, mandolino, chitarre elettriche, chitarra acustica
- Gabriel Amato - voce, basso Fender, chitarra elettrica, chitarra acustica
- Pierluigi Calderoni - percussioni, batteria

Altri musicisti
- Alessandro Centofanti - programmazione
- Mino Chirivì - violoncello (brano: Mexico City)
- Filippo Mascaio - viola (brano: Mexico City)
- Fabio De Nido - contrabbasso (brano: Mexico City)
- Marco Zucarolli - cori (brano: (When We) Touched Our Eyes)
- Fabio Sinigaglia - cori (brano: (When We) Touched Our Eyes)
- Elga Paoli - cori (brano: (When We) Touched Our Eyes)
- Rita Chiarelli - cori (brano: (When We) Touched Our Eyes)
- Simona Pirone - cori (brano: (When We) Touched Our Eyes)
- Alessandro Giunta - voci bianche (brano: Baby Jane)
- Michela Giunta - voci bianche (brano: Baby Jane)
- Mario Valerio - voce (brano: Baby Jane)
- Gianni Nocenzi - tastiere (brano: Lies in Your Eyes)
- Anna Oxa - voce (brano: Touched Our Eyes)
- Riccardo Cocciante - voce (brano: Touched Our Eyes)
- Mike Francis - voce (brano: Touched Our Eyes)

Produzione
- Banco - produttori
- Paul & Peter Micioni - produttori
- Vittorio Nocenzi - produttore
- Gabriel Amato - produttore
- Registrato all'Aquario Studio di Roma, Italia
- Piero Bravin - tecnico del suono
- Mixato al Titania Studio di Roma, Italia
- Banco - mixaggio
- Piero Bravin - mixaggio
- Marcello Todaro - assistenza al mixaggio[1]